# Djalal Aliyev
Pour les articles homonymes, voir Aliyev.
Djalal Alirza oglu Aliyev (né le 30 juin 1928 à Nakhitchevan en RSS d'Azerbaïdjan et décédé le 31 janvier 2016 puis enterré dans la première allée d'honneur à Bakou en Azerbaïdjan) était un scientifique, homme d'État et homme politique azerbaïdjanais. Il était également académicien, membre du Présidium de l'Académie nationale des sciences d'Azerbaïdjan et député du Milli Mejlis d'Azerbaïdjan de la première convocation.

## Éducation
Diplômé de l'Institut pédagogique d'État de Nakhitchevan du nom de J. Mamedguluzade, puis de l'université d'État d'Azerbaïdjan du nom de S. Kirov, il parlait l'anglais et le russe. 

## Parcours professionnel
De 1948 à 1954, il est assistant de laboratoire au Département de physiologie végétale de l'université d'État d'Azerbaïdjan. En 1954, il travaille à l'Institut de recherche scientifique sur l'agriculture de l'Académie des sciences d'Azerbaïdjan en tant que chercheur junior, chercheur principal, chef de laboratoire.
De 1971 à 1990, il est chef du groupe de création de physiologie de la photosynthèse à l'Institut de botanique de l'Académie des sciences d'Azerbaïdjan, chef du laboratoire, chef du département, et académicien-secrétaire du Département des sciences biologiques de l'Académie des sciences d'Azerbaïdjan. Le 7 novembre 2010, il est réélu député du Milli Mejlis de la République d'Azerbaïdjan de la circonscription n°62 de Saatli.

## Activité scientifique
Dj. Aliyev étudiait la photosynthèse, la nutrition minérale et le métabolisme afin d'augmenter les rendements et d'améliorer la qualité des plantes agricoles. Ses recherches sont largement connues et ont apporté un leadership à l'Azerbaïdjan et à la science[réf. nécessaire]. Les plaines de Mil-Mugan, où il a mené ses expériences scientifiques, sont devenues le grenier de l'Azerbaïdjan.

## Vie personnelle
Aliyev est le frère du président Heydar Aliyev.